# La Ventafocs i el príncep secret
La Ventafocs i el príncep secret (originalment en anglès, Cinderella and the Secret Prince) és una pel·lícula d'aventures fantàstica animada per ordinador en 3D del 2018 dirigida per Lynne Southerland a partir d'un guió de Francis Glebas, Alice Blehart, Stephanie Bursill i Russell Fung, basada en la versió dels germans Grimm del conte de fades "La Ventafocs". A escala internacional, va recaptar 12.143.896 de dòlars amb un pressupost de 20.000.000. S'ha doblat i subtitulat al català.

## Premissa
Durant el Ball Reial, la Ventafocs coneix el príncep amb l'esperança de casar-se amb ell. Tanmateix, resulta ser increïblement groller i mesquí. Aleshores, ella i els seus tres amics ratolins descobreixen que el veritable príncep ha estat, de fet, convertit en un ratolí per una bruixa malvada i substituït per un frau; ara ella i els seus ratolins han de rescatar-lo i convertir-lo de nou en un humà abans que sigui massa tard.